# 世界史年表
这个世界史年表包括了从地球的形成开始一直到现代社会的所有时期所发生的大事，都是对整个人类社会的发展产生很大影响的事件或人物等。
另请参看历史年表。
这个年表分为以下几个部分：
1. 地质时代表
2. 世界史年表 (公元前)
3. 世界史年表 (1世纪-10世纪)
4. 世界史年表 (11世纪-15世纪)
5. 世界史年表 (16世纪-19世纪)
6. 世界史年表 (20世纪-现在)